# Calcio ai Giochi della XVII Olimpiade - Convocazioni

## Gruppo A

### Bulgaria
Allenatore:  Stojan Ormandžiev
| N. | Pos. | Giocatore              | Data nascita (età)          | Pres. | Squadra         |
| -- | ---- | ---------------------- | --------------------------- | ----- | --------------- |
|    | A    | Stefan Abadžiev        | 3 luglio 1934 (26 anni)     |       | Levski Sofia    |
|    | A    | Nikola Tsanev          | 8 marzo 1935 (25 anni)      |       | Lokomotiv Sofia |
|    | A    | Spiro Debărski         | 8 dicembre 1933 (26 anni)   |       | Lokomotiv Sofia |
|    | C    | Todor Diev             | 28 settembre 1934 (25 anni) |       | Spartak Sofia   |
|    | D    | Ivan Dimitrov          | 14 maggio 1935 (25 anni)    |       | Lokomotiv Sofia |
|    | D    | Dimităr Dimov          | 1º novembre 1929 (30 anni)  |       | Spartak Plovdiv |
|    | A    | Hristo Iliev           | 11 maggio 1936 (24 anni)    |       | Levski Sofia    |
|    | A    | Dimităr Jakimov        | 12 agosto 1941 (19 anni)    |       | CDNA Sofia      |
|    | A    | Dimităr Jordanov       | 13 dicembre 1937 (22 anni)  |       | Levski Sofia    |
|    | D    | Ilja Kirčev            | 28 dicembre 1932 (27 anni)  |       | Spartak Varna   |
|    | D    | Stojan Kitov           | 27 agosto 1938 (21 anni)    |       | Spartak Sofia   |
|    | A    | Ivan Kolev             | 1º novembre 1930 (29 anni)  |       | CDNA Sofia      |
|    | C    | Nikola Kovačev         | 4 giugno 1934 (26 anni)     |       | CDNA Sofia      |
|    | C    | Dimităr Largov         | 10 settembre 1936 (23 anni) |       | Slavia Sofia    |
|    | D    | Manol Manolov          | 4 agosto 1925 (35 anni)     |       | CDNA Sofia      |
|    | P    | Georgi Spirov Najdenov | 21 dicembre 1931 (28 anni)  |       | CDNA Sofia      |
|    | P    | Georgi Ivan Najdenov   | 28 gennaio 1936 (24 anni)   |       | Botev Plovdiv   |
|    | P    | Nikola Părčanov        | 19 giugno 1930 (30 anni)    |       | Spartak Pleven  |
|    | D    | Kiril Rakarov          | 2 maggio 1932 (28 anni)     |       | CDNA Sofia      |

### Jugoslavia
Allenatore:  Aleksandar Tirnanić
| N. | Pos. | Giocatore          | Data nascita (età)         | Pres. | Squadra           |
| -- | ---- | ------------------ | -------------------------- | ----- | ----------------- |
|    | A    | Andrija Anković    | 16 luglio 1937 (23 anni)   |       | Hajduk Spalato    |
|    | C    | Zvonko Bego        | 19 dicembre 1940 (19 anni) |       | Hajduk Spalato    |
|    | D    | Vladimir Durković  | 6 novembre 1937 (22 anni)  |       | Stella Rossa      |
|    | A    | Milan Galić        | 8 marzo 1938 (22 anni)     |       | Partizan          |
|    | D    | Fahrudin Jusufi    | 8 dicembre 1939 (20 anni)  |       | Partizan          |
|    | A    | Tomislav Knez      | 9 giugno 1938 (22 anni)    |       | Borac Banja Luka  |
|    | A    | Borivoje Kostić    | 14 giugno 1930 (30 anni)   |       | Stella Rossa      |
|    | C    | Aleksandar Kozlina | 20 dicembre 1938 (21 anni) |       | Hajduk Spalato    |
|    | A    | Dušan Maravić      | 17 marzo 1939 (21 anni)    |       | Stella Rossa      |
|    | A    | Željko Matuš       | 9 agosto 1935 (25 anni)    |       | Dinamo Zagabria   |
|    | C    | Žarko Nikolić      | 13 ottobre 1938 (21 anni)  |       | Vojvodina         |
|    | C    | Željko Perušić     | 23 marzo 1936 (24 anni)    |       | Dinamo Zagabria   |
|    | C    | Novak Roganović    | 14 gennaio 1932 (28 anni)  |       | Vojvodina         |
|    | C    | Velimir Sombolac   | 27 febbraio 1939 (21 anni) |       | Partizan          |
|    | P    | Milutin Šoškić     | 31 dicembre 1937 (22 anni) |       | Partizan          |
|    | A    | Silvester Takač    | 8 novembre 1940 (19 anni)  |       | Vojvodina         |
|    | P    | Blagoja Vidinić    | 11 giugno 1934 (26 anni)   |       | Radnički Belgrado |
|    | D    | Ante Žanetić       | 18 novembre 1936 (23 anni) |       | Hajduk Spalato    |

### Rep. Araba Unita
Allenatore:  Pál Titkos
| N. | Pos. | Giocatore                   | Data nascita (età)          | Pres. | Squadra                |
| -- | ---- | --------------------------- | --------------------------- | ----- | ---------------------- |
|    | C    | Mohamed Abdelfattah         |                             |       | Tersana                |
|    | A    | Rafaat Attia                | 6 febbraio 1934 (26 anni)   |       | Zamalek                |
|    | D    | Ali Badawi                  | 1º gennaio 1940 (20 anni)   |       | Al-Masry               |
|    | D    | Amin El-Esnawi              | 23 giugno 1936 (24 anni)    |       | Al-Ittihad Alessandria |
|    | C    | Rifaat El-Fanagili          |                             |       | Al-Ahly                |
|    | A    | Mahmoud El-Gohary           | 20 febbraio 1938 (22 anni)  |       | Al-Ahly                |
|    | D    | Alaadin Hassanin El-Hamouli | 4 luglio 1930 (30 anni)     |       | Zamalek                |
|    | A    | Abdelatif El-Sherbini       | 26 luglio 1937 (23 anni)    |       | Al-Ahly                |
|    | P    | Adel Heikal                 | 1º gennaio 1934 (26 anni)   |       | Al-Ahly                |
|    | D    | Yaken Zaki Hussain          | 12 settembre 1934 (25 anni) |       | Zamalek                |
|    | A    | Morsi Hussein               | 1º gennaio 1939 (21 anni)   |       | Ismaily                |
|    | P    | Fathi Khorshid              | 11 dicembre 1937 (22 anni)  |       | Ghazl El-Mehalla       |
|    | C    | Mohamed Qotb                |                             |       | Zamalek                |
|    | A    | Mohamed Noshi               | 1º gennaio 1939 (21 anni)   |       | Zamalek                |
|    | A    | Nabil Nosseir               | 11 ottobre 1938 (21 anni)   |       | Zamalek                |
|    | D    | El-Sayed Rifai              | 1º gennaio 1939 (21 anni)   |       | Zamalek                |
|    | A    | Abdou Selim                 | 1º gennaio 1936 (24 anni)   |       | Al-Ittihad Alessandria |
|    | C    | Saleh Selim                 | 1º gennaio 1930 (30 anni)   |       | Al-Ahly                |

### Turchia
Allenatore:  Şeref Görkey
| N. | Pos. | Giocatore           | Data nascita (età)         | Pres. | Squadra             |
| -- | ---- | ------------------- | -------------------------- | ----- | ------------------- |
|    | A    | Asım Bayrak         |                            |       | Vefaspor            |
|    | D    | Yılmaz Canlısoy     |                            |       | Altay               |
|    | D    | Aydoğan Çipiloğlu   |                            |       | Altınordu           |
|    | C    | Cenap Doruk         |                            |       | İzmirspor           |
|    | C    | Mustafa Ertan       | 21 aprile 1926 (34 anni)   |       | Beşiktaş            |
|    | P    | Cavit Gökalp        | 1º gennaio 1938 (22 anni)  |       | Beşiktaş            |
|    | A    | Uğur Köken          | 28 novembre 1937 (22 anni) |       | Galatasaray         |
|    | C    | Ahmet Tuna Kozan    | 1º gennaio 1943 (17 anni)  |       | Toprakspor          |
|    | P    | Emrullah Küçükbay   |                            |       | Eskişehir Demirspor |
|    | A    | Güven Önüt          | 1º gennaio 1940 (20 anni)  |       | İzmirspor           |
|    | A    | Zeki Şensan         | 1º gennaio 1937 (23 anni)  |       | Karşıyaka           |
|    | A    | Selim Soydan        | 1º gennaio 1941 (19 anni)  |       | Beşiktaş            |
|    | D    | Ergun Taner         | 1º gennaio 1936 (24 anni)  |       | Şeker Hilal         |
|    | C    | Bilge Tarhan        | 1º gennaio 1942 (18 anni)  |       | İstanbulspor        |
|    | A    | Naim Özaytaç        | 1º gennaio 1941 (19 anni)  |       | İzmir Denizgücü     |
|    | D    | Ahmet Suat Özyazıcı | 1º gennaio 1936 (24 anni)  |       | İdmanocağı          |
|    | A    | Samim Uygun         | 1º gennaio 1939 (21 anni)  |       | Feriköy             |
|    | A    | İbrahim Yalçınkaya  | 1º gennaio 1941 (19 anni)  |       | Vefaspor            |
|    | A    | Turhan Yıldız       | 1º gennaio 1940 (20 anni)  |       | Harbokulu           |

## Gruppo B

### Brasile
Allenatore:  Vicente Feola
| N. | Pos. | Giocatore         | Data nascita (età)          | Pres. | Squadra       |
| -- | ---- | ----------------- | --------------------------- | ----- | ------------- |
|    | C    | Ivan Brondi       | 7 ottobre 1941 (18 anni)    |       | Palmeiras     |
|    | P    | Carlos Alberto    | 25 gennaio 1932 (28 anni)   |       | Portuguesa    |
|    | A    | China             | 11 settembre 1939 (20 anni) |       | Botafogo      |
|    | A    | Chiquinho         | 27 gennaio 1941 (19 anni)   |       | Yuracan       |
|    | D    | Décio Teixeira    | 28 dicembre 1941 (18 anni)  |       | América-MG    |
|    | D    | Dary              | 20 ottobre 1940 (19 anni)   |       | Fluminense    |
|    | P    | Edmar             | 31 gennaio 1941 (19 anni)   |       | Flamengo      |
|    | C    | Gérson            | 11 gennaio 1941 (19 anni)   |       | Flamengo      |
|    | D    | Dércio Gil        | 10 settembre 1938 (21 anni) |       | Palmeiras     |
|    | C    | Jonas             | 2 luglio 1942 (18 anni)     |       | San Paolo     |
|    | D    | Jurandir          | 12 novembre 1940 (19 anni)  |       | Marília       |
|    | A    | Macarrão          | 10 settembre 1936 (23 anni) |       | Botafogo      |
|    | C    | Maranhão          | 22 novembre 1941 (18 anni)  |       | Vasco da Gama |
|    | D    | Nonô              | 13 febbraio 1940 (20 anni)  |       | Fluminense    |
|    | A    | Paulinho Ferreira | 14 gennaio 1940 (20 anni)   |       | Palmeiras     |
|    | D    | Roberto Dias      | 7 gennaio 1943 (17 anni)    |       | San Paolo     |
|    | C    | Rubens            | 16 giugno 1941 (19 anni)    |       | Fluminense    |
|    | A    | Valdir            | 11 novembre 1937 (22 anni)  |       | Nacional-SP   |
|    | A    | Wanderley         | 3 giugno 1938 (22 anni)     |       | Vasco da Gama |

### Italia
Allenatore:  Nereo Rocco
| N. | Pos. | Giocatore               | Data nascita (età)         | Pres. | Squadra   |
| -- | ---- | ----------------------- | -------------------------- | ----- | --------- |
|    | P    | Luciano Alfieri         | 30 marzo 1936 (24 anni)    |       | Milan     |
|    | P    | Giandomenico Baldisseri | 20 febbraio 1938 (22 anni) |       | Reggiana  |
|    | C    | Giacomo Bulgarelli      | 24 ottobre 1940 (19 anni)  |       | Bologna   |
|    | D    | Tarcisio Burgnich       | 25 aprile 1939 (21 anni)   |       | Juventus  |
|    | D    | Giancarlo Cella         | 5 settembre 1940 (19 anni) |       | Torino    |
|    | A    | Giovanni Fanello        | 21 dicembre 1939 (20 anni) |       | Catanzaro |
|    | A    | Armanno Favalli         | 20 maggio 1939 (21 anni)   |       | Brescia   |
|    | C    | Giorgio Ferrini         | 12 agosto 1939 (21 anni)   |       | Torino    |
|    | A    | Luciano Magistrelli     | 14 febbraio 1938 (22 anni) |       | Atalanta  |
|    | D    | Gilberto Noletti        | 9 maggio 1941 (19 anni)    |       | Milan     |
|    | C    | Ambrogio Pelagalli      | 15 febbraio 1940 (20 anni) |       | Milan     |
|    | C    | Orazio Rancati          | 9 marzo 1940 (20 anni)     |       | Inter     |
|    | C    | Gianni Rivera           | 18 agosto 1943 (17 anni)   |       | Milan     |
|    | C    | Giorgio Rossano         | 20 marzo 1939 (21 anni)    |       | Juventus  |
|    | D    | Sandro Salvadore        | 29 novembre 1939 (20 anni) |       | Milan     |
|    | C    | Ugo Tomeazzi            | 24 dicembre 1940 (19 anni) |       | Inter     |
|    | D    | Giovanni Trapattoni     | 17 marzo 1939 (21 anni)    |       | Milan     |
|    | D    | Mario Trebbi            | 9 settembre 1939 (20 anni) |       | Milan     |
|    | C    | Paride Tumburus         | 8 marzo 1939 (21 anni)     |       | Bologna   |

### Regno Unito
Allenatore:  Norman Creek
| N. | Pos. | Giocatore         | Data nascita (età)          | Pres. | Squadra               |
| -- | ---- | ----------------- | --------------------------- | ----- | --------------------- |
|    | A    | Hugh Barr         | 17 maggio 1935 (25 anni)    |       | Ballymena Utd         |
|    | A    | Bobby Brown       | 2 maggio 1940 (20 anni)     |       | Barnet                |
|    | C    | Laurie Brown      | 22 agosto 1937 (23 anni)    |       | Bishop Auckland       |
|    | C    | Leslie Brown      | 27 novembre 1936 (23 anni)  |       | Dulwich Hamlet        |
|    | C    | Arnold Coates     | 24 gennaio 1936 (24 anni)   |       | Spennymoor Utd        |
|    | A    | John Devine       | 1º dicembre 1935 (24 anni)  |       | Queen's Park          |
|    | C    | Hugh Forde        | 31 gennaio 1936 (24 anni)   |       | Glenavon              |
|    | D    | Michael Greenwood | 9 aprile 1935 (25 anni)     |       | Bishop Auckland       |
|    | A    | Paddy Hasty       | 17 marzo 1934 (26 anni)     |       | Tooting & Mitcham Utd |
|    | D    | David Holt        | 3 gennaio 1936 (24 anni)    |       | Queen's Park          |
|    | A    | Terence Howard    | 13 settembre 1937 (22 anni) |       | Hendon                |
|    | A    | Jim Lewis         | 26 giugno 1927 (33 anni)    |       | Walthamstow Avenue    |
|    | A    | Hugh Lindsay      | 23 agosto 1938 (22 anni)    |       | Kingstonian           |
|    | D    | Ron McKinven      | 8 gennaio 1936 (24 anni)    |       | St. Johnstone         |
|    | D    | Billy Neil        | 22 maggio 1939 (21 anni)    |       | Airdrieonians         |
|    | P    | Mike Pinner       | 16 febbraio 1934 (26 anni)  |       | QPR                   |
|    | C    | Roy Sleap         | 5 settembre 1940 (19 anni)  |       | Barnet                |
|    | D    | Tommy Thompson    | 9 marzo 1938 (22 anni)      |       | Stockton              |
|    | P    | John Wakefield    | 21 settembre 1934 (25 anni) |       | Corinthian Casuals    |

### Taiwan
Allenatore:  Lee Wai Tong
| N. | Pos. | Giocatore      | Data nascita (età)         | Pres. | Squadra      |
| -- | ---- | -------------- | -------------------------- | ----- | ------------ |
|    | D    | Chan Fung Hung | 5 maggio 1932 (28 anni)    |       | Eastern      |
|    | C    | Chang Tse Da   | 30 luglio 1941 (19 anni)   |       | Tung Wah     |
|    | A    | Chow Siu Hung  | 15 gennaio 1935 (25 anni)  |       | South China  |
|    | D    | Kok Kam Hung   | 13 maggio 1934 (26 anni)   |       | South China  |
|    | A    | Kwok Yau       | 24 ottobre 1927 (32 anni)  |       | Kitchee      |
|    | C    | Lam Sheung Yee | 7 novembre 1934 (25 anni)  |       | Kitchee      |
|    | P    | Lau Shi Wah    | 29 maggio 1932 (28 anni)   |       | South China  |
|    | C    | Lau Tim        | 1º gennaio 1934 (26 anni)  |       |              |
|    | D    | Lau Yee        | 14 agosto 1927 (33 anni)   |       | Eastern      |
|    | D    | Law Pak        | 25 maggio 1933 (27 anni)   |       |              |
|    | A    | Lo Kwok Tai    | 5 agosto 1929 (31 anni)    |       | Eastern      |
|    | A    | Mok Chun Wah   | 5 maggio 1929 (31 anni)    |       | South China  |
|    | A    | Ng Wai Man     | 30 novembre 1932 (27 anni) |       | South China  |
|    | A    | Se To Man      | 16 dicembre 1930 (29 anni) |       | Eastern      |
|    | A    | Wong Chi Keung | 8 luglio 1936 (24 anni)    |       | Eastern      |
|    | C    | Wong Man Wai   | 10 marzo 1943 (17 anni)    |       | Happy Valley |
|    | C    | Yeung Wai Too  | 13 agosto 1932 (28 anni)   |       | South China  |
|    | A    | Yiu Cheuk Yin  | 3 luglio 1928 (32 anni)    |       | South China  |
|    | P    | Yong Poi Dor   | 28 giugno 1929 (31 anni)   |       | Eastern      |

## Gruppo C

### Argentina
Allenatore:  Ernesto Duchini
| N. | Pos. | Giocatore             | Data nascita (età)         | Pres. | Squadra            |
| -- | ---- | --------------------- | -------------------------- | ----- | ------------------ |
|    | C    | Carlos Bilardo        | 16 marzo 1938 (22 anni)    |       | San Lorenzo        |
|    | C    | Roberto Manuel Blanco | 26 novembre 1938 (21 anni) |       | Racing Club        |
|    | A    | Roberto Bonnano       | 16 marzo 1938 (22 anni)    |       | Vélez Sarsfield    |
|    | D    | Pedro De Ciancio      | 16 febbraio 1938 (22 anni) |       | Racing Club        |
|    | A    | Mario Desiderio       | 1º febbraio 1938 (22 anni) |       | Estudiantes (LP)   |
|    | D    | José Díaz             | 20 aprile 1938 (22 anni)   |       | Lanús              |
|    | D    | Salvador Ginel        | 1º aprile 1938 (22 anni)   |       | Atl. Tucumán       |
|    | D    | Carlos Grudiña        | 29 dicembre 1938 (21 anni) |       | Huracán            |
|    | C    | Domingo Lejona        | 2 febbraio 1938 (22 anni)  |       | Gimnasia (LP)      |
|    | A    | Guillermo Lorenzo     | 5 gennaio 1939 (21 anni)   |       | Boca Juniors       |
|    | D    | Julio Mattos          | 30 marzo 1940 (20 anni)    |       | Argentinos Juniors |
|    | A    | Juan Carlos Oleniak   | 4 marzo 1942 (18 anni)     |       | Racing Club        |
|    | A    | Raúl Adolfo Pérez     | 11 novembre 1939 (20 anni) |       | Boca Juniors       |
|    | P    | Marwell Periotti      | 25 maggio 1939 (21 anni)   |       | San Lorenzo        |
|    | C    | Alberto Rendo         | 3 gennaio 1940 (20 anni)   |       | Huracán            |
|    | P    | Carlos Saldías        | 25 febbraio 1939 (21 anni) |       | Sacachispas        |
|    | D    | Juan Carlos Stauskas  | 8 giugno 1939 (21 anni)    |       | River Plate        |
|    | C    | Hugo Zarich           | 17 marzo 1940 (20 anni)    |       | River Plate        |

### Danimarca
Allenatore:  Arne Sørensen
| N. | Pos. | Giocatore              | Data nascita (età)          | Pres. | Squadra       |
| -- | ---- | ---------------------- | --------------------------- | ----- | ------------- |
|    | D    | Poul Andersen          | 2 gennaio 1930 (30 anni)    |       | Skovshoved    |
|    | A    | John Danielsen         | 13 luglio 1939 (21 anni)    |       | B 1903        |
|    | A    | Henning Enoksen        | 26 settembre 1935 (24 anni) |       | Vejle         |
|    | P    | Henry From             | 1º giugno 1926 (34 anni)    |       | Aarhus        |
|    | P    | Erik Gaardhøje         | 2 novembre 1938 (21 anni)   |       | Esbjerg       |
|    | D    | Bent Hansen            | 13 settembre 1933 (26 anni) |       | B 1903        |
|    | A    | Jørgen Hansen          | 24 dicembre 1931 (28 anni)  |       | Næstved       |
|    | D    | Henning Helbrandt      | 30 maggio 1935 (25 anni)    |       | KB            |
|    | D    | Poul Jensen            | 28 marzo 1934 (26 anni)     |       | Vejle         |
|    | C    | Bent Krog              | 31 marzo 1935 (25 anni)     |       | KB            |
|    | D    | Erling Linde Larsen    | 9 novembre 1931 (28 anni)   |       | B 1903        |
|    | A    | Poul Mejer             | 2 novembre 1931 (28 anni)   |       | Vejle         |
|    | C    | Flemming Nielsen       | 24 febbraio 1934 (26 anni)  |       | AB            |
|    | C    | Hans Christian Nielsen | 10 maggio 1928 (32 anni)    |       | Aarhus        |
|    | A    | Harald Nielsen         | 26 ottobre 1941 (18 anni)   |       | Frederikshavn |
|    | A    | Poul Pedersen          | 31 ottobre 1932 (27 anni)   |       | AIA-Tranbjerg |
|    | A    | Jørn Sørensen          | 17 ottobre 1936 (23 anni)   |       | KB            |
|    | P    | Finn Sterobo           | 17 dicembre 1933 (26 anni)  |       | Odense        |
|    | A    | Tommy Troelsen         | 10 luglio 1940 (20 anni)    |       | Vejle         |

### Polonia
Allenatore:  Jean Prouff
| N. | Pos. | Giocatore           | Data nascita (età)          | Pres. | Squadra           |
| -- | ---- | ------------------- | --------------------------- | ----- | ----------------- |
|    | A    | Lucjan Brychczy     | 13 giugno 1934 (26 anni)    |       | Legia Varsavia    |
|    | A    | Eugeniusz Faber     | 6 aprile 1939 (21 anni)     |       | Ruch Chorzów      |
|    | D    | Stefan Florenski    | 17 febbraio 1933 (27 anni)  |       | Górnik Zabrze     |
|    | P    | Stanisław Fołtyn    | 25 luglio 1936 (24 anni)    |       | Legia Varsavia    |
|    | A    | Zygmunt Gadecki     | 21 gennaio 1938 (22 anni)   |       | Legia Varsavia    |
|    | C    | Ryszard Grzegorczyk | 20 settembre 1939 (20 anni) |       | Polonia Bytom     |
|    | D    | Henryk Grzybowski   | 17 luglio 1934 (26 anni)    |       | Legia Varsavia    |
|    | A    | Stanisław Hachorek  | 21 gennaio 1927 (33 anni)   |       | Gwardia Varsavia  |
|    | A    | Engelbert Jarek     | 7 giugno 1935 (25 anni)     |       | Odra Opole        |
|    | A    | Roman Lentner       | 15 dicembre 1937 (22 anni)  |       | Górnik Zabrze     |
|    | A    | Marian Norkowski    | 17 maggio 1935 (25 anni)    |       | Polonia Bydgoszcz |
|    | D    | Hubert Pala         | 4 settembre 1933 (26 anni)  |       | Ruch Chorzów      |
|    | A    | Ernest Pohl         | 3 novembre 1932 (27 anni)   |       | Górnik Zabrze     |
|    | P    | Tomasz Stefaniszyn  | 16 marzo 1929 (31 anni)     |       | Gwardia Varsavia  |
|    | C    | Marceli Strzykalski | 19 febbraio 1931 (29 anni)  |       | Legia Varsavia    |
|    | C    | Henryk Szczepański  | 7 ottobre 1933 (26 anni)    |       | ŁKS               |
|    | P    | Edward Szymkowiak   | 13 marzo 1932 (28 anni)     |       | Polonia Bytom     |
|    | D    | Jerzy Woźniak       | 27 dicembre 1932 (27 anni)  |       | Legia Varsavia    |
|    | C    | Edmund Zientara     | 25 gennaio 1929 (31 anni)   |       | Legia Varsavia    |

### Tunisia
Allenatore:  Milan Kristić
| N. | Pos. | Giocatore                | Data nascita (età)         | Pres. | Squadra              |
| -- | ---- | ------------------------ | -------------------------- | ----- | -------------------- |
|    | P    | Mohamed Ayachi           | 31 marzo 1934 (26 anni)    |       | Stade Soussien       |
|    | A    | Abderrahman Ben Azzedine | 25 dicembre 1933 (26 anni) |       | Espérance            |
|    | D    | Taoufik Ben Othman       | 24 marzo 1939 (21 anni)    |       | Étoile du Sahel      |
|    | A    | Noureddine Ben Yahmed    | 27 luglio 1937 (23 anni)   |       | Stade Tunisien       |
|    | A    | Moncef Chérif            | 8 novembre 1940 (19 anni)  |       | Stade Tunisien       |
|    | D    | Abdelmajid Chetali       | 4 luglio 1939 (21 anni)    |       | Étoile du Sahel      |
|    | D    | Hamadi Dhaou             | 10 gennaio 1940 (20 anni)  |       | Sfax Railways Sports |
|    | C    | Ali Larbi Hanachi        | 10 ottobre 1936 (23 anni)  |       |                      |
|    | P    | Mahmoud Kanoun           | 21 marzo 1938 (22 anni)    |       | Étoile du Sahel      |
|    | C    | Ali Kelibi               | 3 settembre 1942 (17 anni) |       | Club Africain        |
|    | A    | Brahim Kerrit            | 2 ottobre 1940 (19 anni)   |       | Stade Tunisien       |
|    | P    | Khaled Loualid           | 3 marzo 1941 (19 anni)     |       | Espérance            |
|    | C    | Mohammed Meddeb          | 22 ottobre 1940 (19 anni)  |       | Espérance            |
|    | A    | Abdelmajid Salah Naji    | 14 ottobre 1936 (23 anni)  |       | Espérance            |
|    | D    | Ridha Rouatbi            | 7 febbraio 1938 (22 anni)  |       | Étoile du Sahel      |
|    | D    | Mohieddin Seghir         | 4 febbraio 1936 (24 anni)  |       | Stade Tunisien       |
|    | C    | Ahmed Sghaïer            | 2 gennaio 1937 (23 anni)   |       | US Tunisienne        |
|    | A    | Hassen Tasco             | 6 aprile 1930 (30 anni)    |       | Hammam Lif           |
|    | A    | Larbi Touati             | 12 ottobre 1936 (23 anni)  |       | Club Africain        |

## Gruppo D

### Francia
Allenatore:  Jean Rigal
| N. | Pos. | Giocatore            | Data nascita (età)          | Pres. | Squadra             |
| -- | ---- | -------------------- | --------------------------- | ----- | ------------------- |
|    | A    | Ahmed Arab           | 19 marzo 1933 (27 anni)     |       | ÉSA Brive           |
|    | C    | Marcel Artélésa      | 2 luglio 1938 (22 anni)     |       | Troyes              |
|    | C    | Gérard Aygoui        | 5 ottobre 1936 (23 anni)    |       | Olympique Marsiglia |
|    | C    | Raymond Baratto      | 23 gennaio 1934 (26 anni)   |       | Stade Reims         |
|    | D    | Pierre Bodin         | 23 marzo 1934 (26 anni)     |       | RC France           |
|    | D    | Jean-Baptiste Bordas | 8 gennaio 1938 (22 anni)    |       | Saint-Étienne       |
|    | A    | Gérard Coinçon       | 18 marzo 1939 (21 anni)     |       | Saint-Étienne       |
|    | A    | Claude Dubaële       | 19 gennaio 1940 (20 anni)   |       | Stade Reims         |
|    | A    | Jean-Marie Élise     | 2 febbraio 1939 (21 anni)   |       | Lens                |
|    | A    | André Giamarchi      | 24 luglio 1931 (29 anni)    |       | Annecy              |
|    | D    | Ginès Gonzales       | 11 settembre 1938 (21 anni) |       | Saint-Étienne       |
|    | A    | Marcel Loncle        | 5 gennaio 1936 (24 anni)    |       | Saint-Malo          |
|    | D    | François Philippe    | 4 novembre 1930 (29 anni)   |       | Le Havre            |
|    | D    | Louis Polonia        | 8 gennaio 1935 (25 anni)    |       | Lens                |
|    | A    | Yvon Quédec          | 8 gennaio 1939 (21 anni)    |       | RC France           |
|    | P    | Charles Samoy        | 30 aprile 1939 (21 anni)    |       | Roubaix-Tourcoing   |
|    | C    | Max Samper           | 29 giugno 1938 (22 anni)    |       | RC France           |
|    | A    | Jacques Stamm        | 4 aprile 1939 (21 anni)     |       | Sedan-Torcy         |
|    | P    | Jean Wettstein       | 13 marzo 1933 (27 anni)     |       | Mulhouse            |

### India
Allenatore:  Abdul Rahim Sayed
| N. | Pos. | Giocatore             | Data nascita (età)          | Pres. | Squadra                  |
| -- | ---- | --------------------- | --------------------------- | ----- | ------------------------ |
|    | A    | Tulsidas Balaram      | 30 novembre 1936 (23 anni)  |       | East Bengal              |
|    | A    | Pradip Kumar Banerjee | 15 ottobre 1936 (23 anni)   |       | Eastern Railway          |
|    | D    | Menon Chandrasekhar   | 10 luglio 1936 (24 anni)    |       | Caltex                   |
|    | C    | Ram Bahadur Chhettri  | 15 febbraio 1937 (23 anni)  |       | East Bengal              |
|    | A    | Mundiyath Devdas      | 12 marzo 1935 (25 anni)     |       | Tata                     |
|    | D    | Jarnail Singh Dhillon | 20 febbraio 1936 (24 anni)  |       | Mohun Bagan              |
|    | C    | Fortunato Franco      | 2 maggio 1939 (21 anni)     |       | Tata                     |
|    | D    | Arun Ghosh            | 7 luglio 1941 (19 anni)     |       | East Bengal              |
|    | A    | Subimal Goswami       | 15 gennaio 1938 (22 anni)   |       | Mohun Bagan              |
|    | A    | Sayed Shahid Hakim    | 25 giugno 1939 (21 anni)    |       | Hyderabad City Police    |
|    | A    | Habibul Hasan Hamid   | 11 marzo 1942 (18 anni)     |       | Hyderabad City Police    |
|    | A    | Dharmalingam Kannan   | 8 luglio 1936 (24 anni)     |       | East Bengal              |
|    | C    | Mariappa Kempaiah     | 10 febbraio 1933 (27 anni)  |       | Mohun Bagan              |
|    | C    | Mohammed Youssef Khan | 5 agosto 1937 (23 anni)     |       | Hyderabad City Police    |
|    | C    | Malay Kumar Lahiri    | 20 settembre 1934 (25 anni) |       | Eastern Command          |
|    | D    | Sheikh Abdul Latif    | 8 maggio 1934 (26 anni)     |       | Mohammedan               |
|    | P    | Subramaniam Narayan   | 12 novembre 1934 (25 anni)  |       | Caltex                   |
|    | A    | Simon Sunder Raj      | 9 novembre 1937 (22 anni)   |       | Eastern Railway          |
|    | P    | Peter Thangaraj       | 24 dicembre 1935 (24 anni)  |       | Madras Regimental Center |

### Perù
Allenatore:  György Orth
| N. | Pos. | Giocatore         | Data nascita (età)         | Pres. | Squadra          |
| -- | ---- | ----------------- | -------------------------- | ----- | ---------------- |
|    | A    | Gerardo Altuna    | 7 aprile 1939 (21 anni)    |       | Sporting Cristal |
|    | C    | Humberto Arguedas | 31 ottobre 1937 (22 anni)  |       | Universitario    |
|    | C    | Juan Biselach     | 7 agosto 1940 (20 anni)    |       | Centro Iqueño    |
|    | D    | Víctor Boulanger  | 15 luglio 1940 (20 anni)   |       | Atletico Torino  |
|    | A    | Javier Cáceres    | 8 settembre 1939 (20 anni) |       | Sport Boys       |
|    | D    | Eloy Campos       | 31 maggio 1942 (18 anni)   |       | Sporting Cristal |
|    | P    | Herminio Campos   | 25 aprile 1937 (23 anni)   |       | Academia Soriano |
|    | D    | Hugo Carmona      | 1º aprile 1939 (21 anni)   |       | Sporting Cristal |
|    | D    | Héctor de Guevara | 20 marzo 1940 (20 anni)    |       | La Salle Cusco   |
|    | C    | Daniel Eral       | 17 ottobre 1940 (19 anni)  |       | Alianza Lima     |
|    | A    | Alberto Gallardo  | 28 novembre 1940 (19 anni) |       | Sporting Cristal |
|    | A    | Alejandro Guzmán  | 11 gennaio 1941 (19 anni)  |       | Universitario    |
|    | A    | Tomás Iwasaki     | 13 novembre 1937 (22 anni) |       | Universitario    |
|    | D    | Teodoro Luña      | 29 ottobre 1938 (21 anni)  |       | Mariscal Sucre   |
|    | A    | Nicolás Nieri     | 6 dicembre 1939 (20 anni)  |       | Sporting Cristal |
|    | A    | Alberto Ramírez   | 3 gennaio 1941 (19 anni)   |       | Sporting Cristal |
|    | A    | Jaime Ruiz        | 23 maggio 1935 (25 anni)   |       | Universitario    |
|    | P    | Carlos Salinas    | 12 ottobre 1938 (21 anni)  |       | Centro Iqueño    |
|    | A    | Ángel Uribe       | 25 novembre 1937 (22 anni) |       | Universitario    |

### Ungheria
Allenatore:  Lajos Baróti
| N. | Pos. | Giocatore          | Data nascita (età)          | Pres. | Squadra      |
| -- | ---- | ------------------ | --------------------------- | ----- | ------------ |
|    | A    | Flórián Albert     | 15 settembre 1941 (18 anni) |       | Ferencváros  |
|    | D    | Jenő Dalnoki       | 12 dicembre 1932 (27 anni)  |       | Ferencváros  |
|    | D    | Zoltán Dudás       | 8 agosto 1933 (27 anni)     |       | Honvéd       |
|    | A    | János Dunai        | 26 giugno 1937 (23 anni)    |       | Pécs         |
|    | P    | Lajos Faragó       | 3 agosto 1932 (28 anni)     |       | Honvéd       |
|    | C    | János Göröcs       | 8 maggio 1939 (21 anni)     |       | Újpest       |
|    | C    | Ferenc Kovács      | 7 gennaio 1934 (26 anni)    |       | MTK Budapest |
|    | D    | Kálmán Mészöly     | 16 luglio 1941 (19 anni)    |       | Vasas        |
|    | D    | Dezső Novák        | 3 febbraio 1939 (21 anni)   |       | Haladás      |
|    | A    | Pál Orosz          | 25 gennaio 1934 (26 anni)   |       | Ferencváros  |
|    | C    | László Pál         | 19 dicembre 1934 (25 anni)  |       | Vasas        |
|    | A    | Tibor Pál          | 15 settembre 1935 (24 anni) |       | Csepel       |
|    | A    | Gyula Rákosi       | 9 ottobre 1938 (21 anni)    |       | Ferencváros  |
|    | A    | Imre Sátori        | 7 marzo 1937 (23 anni)      |       | Csepel       |
|    | C    | Ernő Solymosi      | 21 giugno 1940 (20 anni)    |       | Diósgyőr     |
|    | P    | Antal Szentmihályi | 13 marzo 1939 (21 anni)     |       | Vasas        |
|    | P    | Gábor Török        | 30 maggio 1936 (24 anni)    |       | Újpest       |
|    | C    | Pál Várhidi        | 6 novembre 1931 (28 anni)   |       | Újpest       |
|    | C    | Oszkár Vilezsál    | 17 settembre 1930 (29 anni) |       | Ferencváros  |

## Fonti
- FIFA, su fifa.com. URL consultato il 19 gennaio 2013 (archiviato dall'url originale il 18 gennaio 2013).
- RSSSF, su rsssf.com.
- LinguaSport.com.